# Жак Картие
Жак Картие (на бретонски: Jakez Karter; на френски: Jacques Cartier) е френски мореплавател от бретански произход, установил властта на Франция над днешна Канада. Опитвайки се да открие Северозападен морски път към Далечния изток, той става първият европеец, описал и картографирал залива Сейнт Лорънс и бреговете на река Сейнт Лорънс, на която дава името Канада по наименованието на две големи селища на ирокезите.

## Произход и ранни години (1491 – 1534)
Роден е на 31 декември 1491 година в Сен Мало, едно от важните пристанища на херцогство Бретан. През 1490 Сен Мало се обявява за независим град-държава, но през 1493 година е присъединен към Франция.
Сведенията за живота на Жак Картие преди неговото първо официално пътуване през 1534 година са оскъдни. Кръщелното му свидетелство не е запазено, тъй като регистрите за гражданско състояние в родния му град Сен Мало за периода от 1472 до 1494 година са изчезнали. От втората половина на 19 век насам историците описват Картие като син на Жаме и Жефлин Жансар, макар че да няма никакви архивни документи, които да потвърждават това. Ако това наистина е така, то той има двама братя, Люкас и неназовано дете, родено през 1494 година, както и една сестра, Бертелин. Това, което е сигурно, е че Картие има сестра на име Жеан – нейното име се споменава в завещанието му, като според регистрите той е и кръстник на три от нейните деца. Според някои изследователи брат на Картие е и Жеан, две от децата на когото също са кръстени от Жак Картие.
Картие изглежда е уважаван гражданин на Сен Мало, като името му се споменава многократно в архивите в качеството му на кръстник, свидетел или съдебен заседател по време на съдебни спорове и други. Така за времето между 21 август 1510 година и 17 ноември 1555 година той е споменат 58 пъти в кръщелни свидетелства. В началото на април 1520 година Жак Картие се жени за Катрин, дъщеря на Жак де Гранш и Франсоаз Дю Маст. Тъстът му заема длъжността конетабъл на Сен Мало и бракът значително подобрява общественото положение на Картие. Двамата нямат деца.

## Експедиционна дейност (1534 – 1542)

### Първо плаване (1534)
На 20 април 1534 година Картие с два кораба отплава от Сен Мало, пресича Атлантическия океан и на 10 май 1534 г. достига залива Бонависта (48°35′ с. ш. 53°30′ з. д. / 48.583333° с. ш. 53.5° з. д.) на източното крайбрежие на остров Нюфаундленд. На 9 юни открива протока Бел Айл (51°40′ с. ш. 56°10′ з. д. / 51.666667° с. ш. 56.166667° з. д.), отделящ Нюфаундленд на югоизток от п-ов Лабрадор на северозапад и остров Бел Айл (51°55′ с. ш. 55°15′ з. д. / 51.916667° с. ш. 55.25° з. д., в източната част на протока) и подробно изследва северните и южни брегове на протока. Пресича залива Сейнт Лорънс в югозападно направление и открива о-вите Магдалена (47°30′ с. ш. 61°40′ з. д. / 47.5° с. ш. 61.666667° з. д.). На 1 юли открива северния бряг на остров Принц Едуард (5600 км2), на 3 юли – залива Шальор (48°00′ с. ш. 65°35′ з. д. / 48° с. ш. 65.583333° з. д.), южния и източен бряг на п-ов Гаспе със залива Гаспе (на 12 юли, 48°50′ с. ш. 64°30′ з. д. / 48.833333° с. ш. 64.5° з. д.), протока Гаспе (между п-ов Гаспе на югозапад и остров Антикости на североизток) и южния, източния и северния бряг на остров Антикости (49°30′ с. ш. 63°00′ з. д. / 49.5° с. ш. 63° з. д., 8150 км2). По този начин открива почти цялото южно и западно крайбрежие на залива Сейнт Лорънс и част от северния му бряг. Той присъединява към френската корона тази част на днешна Канада и на връщане взема със себе си двама индианци от племето на ирокезите, за да ги обучи като преводачи. В началото на септември 1534 година експедицията се завръща във Франция.

### Второ плаване (1535 – 1536)
През второто плаване 1535 – 1536 година, вече с три кораба, Картие използва двамата индианци като водачи и преводачи, които му помагат да състави карта на земите северно от река Сейнт Лорънс до индианското селище Стадакона, които днес са ни известни като Квебек, Канада. Открива протока Минган (Жак Картие, 49°58′ с. ш. 62°47′ з. д. / 49.966667° с. ш. 62.783333° з. д., отделящ остров Антикости на юг от п-ов Лабрадор на север), на 15 август – река Сейнт Лорънс (3350 км) до устието на река Отава (ляв приток), река Сагеней (ляв приток) и хълма Монреал (2 октомври). Местните индианци приветливо, с песни и танци посрещат французите, а вождовете им сключват с тях дружески съюзи. Картие и екипажът раздават медни кръстчета, предлагат им да ги целуват, като по този начин „приобщават индианците към християнския свят“. По бреговете на реката, на различни места Картие поставя няколко големи дървени кръста с надпис: „Тази страна принадлежи на Франсоа I, крал на Франция“. По този начин Картие слага началото на великата задокеанска колония на Франция – Нова Франция, или Канада.
Времето напредва и Картие решава да прекара зимата в Стадакона. Въпреки че местните индианци снабдяват французите с продукти, 25 мъже от екипажа му умират от скорбут, докато останалите моряци разбират, че могат да се спасят с помощта на чай от бял кедър, доставян им от индианците. По време на зимуването са закупени голямо количество ценни животински кожи, заменени за дребни европейски стоки. Картие разпитва местните вождове, откъде тече реката и те му показват на югозапад, като му обясняват с жестове, че там се намират обширни водни пространства. На 16 юли 1536 година Картие благополучно се завръща във Франция и крал Франсоа I официално обявява за великите открития в „Азия“ и присъединяването на Канада към френските земи.

### Трето плаване (1541 – 1542)
През третото пътуване 1541 – 1542 година, Картие е принуден да служи под командването на Жан-Франсоа де ла Рок де Робервал, назначен за вицекрал на Нова Франция, въпреки нежеланието на бившия му екипаж. Тази трета и последна експедиция е изцяло неудачна. През 1542 година Картие се опитва да разузнае горното течение на Сейнт Лорънс, но множеството прагове и бързеи по реката му попречват да осъществи плана си. Основава селище близо до Стадакона. Открива различни минерали и руди, пътува до Хочелага. Прекарва зимата край Стадакона, където 35 члена на екипажа му загиват в битка с ирокезите.
През есента на 1542 година експедицията се завръща във Франция без да е извършила никакви открития, но затова с огромно количество боброви кожи, които се разпродават на баснословни цени в кралството.

## Последни години (1542 – 1557)
Умира на 1 септември 1557 година в Сен Мало на 65-годишна възраст.

## Памет
Неговото име носят:
- връх Жак Картие (48°59′ с. ш. 65°57′ з. д. / 48.983333° с. ш. 65.95° з. д., 1268 м) на п-ов Гаспе в провинция Квебек;
- град Санта Катерина дьо ла Жак Картие (46°51′ с. ш. 71°37′ з. д. / 46.85° с. ш. 71.616667° з. д.) в провинция Квебек;
- езеро Жак Картие (47°35′ с. ш. 71°13′ з. д. / 47.583333° с. ш. 71.216667° з. д.) в провинция Квебек;
- национален парк „Жак Картие“ (47°20′ с. ш. 71°21′ з. д. / 47.333333° с. ш. 71.35° з. д.) в провинция Квебек;
- площад „Жак Картие“ в Монреал, Канада;
- окръг Жак Картие в провинция Квебек;
- проток Жак Картие (49°58′ с. ш. 62°47′ з. д. / 49.966667° с. ш. 62.783333° з. д.) в залива Сейнт Лорънс, отделящ остров Антикости на юг от континента на север;
- река Жак Картие (устие, 46°40′ с. ш. 71°45′ з. д. / 46.666667° с. ш. 71.75° з. д.), ляв приток на река Сейнт Лорънс в провинция Квебек;
- множество паркове и улици в различни градове на Канада.